# منلو پارک تریس (نیوجرسی)
منلو پارک تریس (به انگلیسی: Menlo Park Terrace) یک منطقهٔ مسکونی در ایالات متحده آمریکا است که در نیوجرسی واقع شده‌است. منلو پارک تریس ۴۲ متر بالاتر از سطح دریا واقع شده‌است.